# تپه فیض‌آباد
تپه فیض آباد  در شهرستان تربت جام، بخش صالح آباد، روستای فیض آباد واقع شده و این اثر در تاریخ ۲۷ مرداد ۱۳۸۲ با شمارهٔ ثبت ۹۶۰۱ به‌عنوان یکی از آثار ملی ایران به ثبت رسیده است.